# HMS Milfoil (K288)
HMS Milfoil (K288) je bila korveta izboljšanega razreda Flower, ki je med drugo svetovno vojno plula pod zastavo Kraljeve vojne mornarice.

## Zgodovina
31. marca 1943 so korveto predali Vojni mornarici ZDA, kjer so jo preimenovali v USS Intensity (PG-93). Po vojni jo je mornarica prodala v Panamo, nakar je bila spremenjena v kitolovca.